# 手島志誠
手島 志誠（てじま ゆきのり、1978年4月17日 - ）は、群馬県を登録地とする競輪選手。旧名は之憲（ゆきのり）。日本競輪学校第83期生。競輪学校第75期生の元競輪選手、手島慶介は実兄（故人）。

## 来歴
高校時代、全国都道府県対抗自転車競技大会で優勝を経験。競輪学校における在校競走成績は第1位（52勝）。
1999年8月6日、前橋競輪場でデビューし、初勝利を挙げた。また後2日間も勝利して完全優勝を達成。
2018年6月時点では、日本競輪選手会群馬支部の支部長を務めている。